# Sonja Ziemann
Sonja Alice Selma Toni Ziemann, née le 8 février 1926 à Eichwalde et morte le 17 février 2020 à Munich, est une actrice allemande.

## Biographie

### Jeunesse
Elle est née Sonja Alice Selma Toni Ziemann à Eichwalde le 8 février 1928. En 1936, à 8 ans, elle entre à l’école de Tatjana Gsovsky, elle y apprend la danse classique. 

### Carrière
Sonja Ziemann débute au cinéma en 1942 à Berlin, elle rencontre Elsa Wagner. À 21 ans, elle fréquente l'acteur Rudolf Prack.

### Mort
Sonja Ziemann décède le 17 février 2020 à Munich.

### Famille
Sonja Ziemann a été mariée à Rudolf Hambach de 1952 à 1956, ils ont eu un enfant, Pierre Hambach, né en 1954 et décédé en 1970. Elle a ensuite épousé Marek Hłasko en 1962, mariage qui a duré jusqu'en 1969, et enfin en 1972 Charles Régnier, union qui s'est achevée en 2001 à la mort de son mari.

## Filmographie
- 1942 : Ein Windstoß
- 1950 : La Fiancée de la Forêt-Noire (Schwarzwaldmädel) de Hans Deppe
- 1950 : Les Joyeuses Commères de Windsor (de) (Die lustigen Weiber von Windsor) de Georg Wildhagen
- 1951 : Grün ist die Heide
- 1951 : La Beauté mène la danse (Schön muß man sein) d'Ákos Ráthonyi
- 1952 : Ménage sans bonne  (Made in Heaven) de John Paddy Carstairs
- 1952 : Pour l'amour d'une femme (Am Brunnen vor dem Tore) de Hans Wolff
- 1952 : La Voleuse de Bagdad (Die Diebin von Bagdad) de Karel Lamač
- 1953 : Die Privatsekretärin
- 1954 : Sans toi je n'ai plus rien (Bei Dir war es immer so schön) de Hans Wolff
- 1954 : Le Tsarévitch - (Der Zarewitsch) d'Arthur Maria Rabenalt
- 1955 : Mädchen ohne Grenzen de Géza von Radványi
- 1955 : Un vilain petit canard (Ich war ein häßliches Mädchen)
- 1956 : Bal à l'Opéra (Opernball) d'Ernst Marischka
- 1956 : Kaiserball
- 1956 : Suprema confessione de Sergio Corbucci
- 1956 : Das Bad auf der Tenne
- 1957 : Rendez-vous à Zürich (Die Zürcher Verlobung) de Helmut Käutner
- 1957 : Fille interdite (Frauenarzt Dr Bertram) de Werner Klingler
- 1958 : Ósmy dzień tygodnia
- 1958 : Sérénade au Texas de Richard Pottier
- 1958 : Tabarin  de Richard Pottier
- 1959 : Chiens, à vous de crever ! (Hunde, wollt ihr ewig leben) de Frank Wisbar
- 1959 : Grand Hôtel (Menschen im Hotel) de Gottfried Reinhardt
- 1959 : SOS - Train d'atterrissage bloqué (Abschied von den Wolken) de Gottfried Reinhardt
- 1960 : Bataillon 999 (Strafbataillon 999) de Harald Philipp
- 1960 : L'Ombre de l'étoile rouge (Nacht fiel über Gotenhafen) de Frank Wisbar
- 1960 : Au voleur  de Ralph Habib
- 1961 : A Matter of WHO
- 1961 : Le Dernier Passage (The Secret Ways) de Phil Karlson
- 1961 : Le Rêve de Mademoiselle Tout-le-monde  (Der Traum von Lieschen Müller) de Helmut Käutner
- 1962 : Journey Into Nowhere
- 1962 : Le Livre de San Michele (Axel Munthe, der Arzt von San Michele) de Giorgio Capitani, Rudolf Jugert et Georg Marischka
- 1964 : Frühstück mit dem Tod de Franz Antel
- 1969 : Le Divin Marquis de Sade de Cy Endfield
- 1969 : Le Pont de Remagen (The Bridge at Remagen) de John Guillermin